# Phalacra vidhisara
Phalacra vidhisara is een vlinder uit de familie van de eenstaartjes (Drepanidae). De wetenschappelijke naam van de soort is voor het eerst geldig gepubliceerd in 1960 door Walker.